# Abel Maria Jordão Paiva Manso
Abel Maria Jordão Paiva Manso (Coimbra, 3 de março de 1801 — Lisboa, Conceição Nova, 29 de setembro de 1868), 1.º e único barão de Paiva Manso, foi um bacharel formado em Cânones pela Universidade de Coimbra, advogado do Conselho de Estado, secretário do Tribunal do Comércio de primeira instância, e historiador. Foi sócio da Academia Real das Ciências de Lisboa e de outras sociedades e corporações científicas. Foi pai de Levy Maria Jordão, o visconde de Paiva Manso.

## Biografia
Foi feito cavaleiro da Ordem de Nossa Senhora da Conceição de Vila Viçosa.

## Obras publicadas
- Repertorio geral alphabetico da Reforma Judiciaria. Lisboa, na Typ. Patriotica, 1837.
- Petição de recurso á Corôa interposto pelo Ex.mo e Rev.mo Arcebispo de Mitylene do decreto pelo qual o Em.mo Cardeal Patriarcha… o suspendeu das funcções pontificaes e das de Vigario geral. Lisboa, Typ. do Panorama 1856.
- «Defeza do réo Francisco de Mattos Lobo perante a Relação de Lisboa», Gazeta dos Tribunaes, n.º 34 do ano 1841;
- «Elogio historico do Advogado Emygdio Costa», Gazeta dos Tribunaes, n.º 47 de 1842;
- «Noticia sobre a antiguidade dos Juizes de Paz em Portugal», Gazeta dos Tribunaes, n.º 40 de 1841.